# جاستن سويفت
جاستن سويفت (بالإنجليزية: Justin Swift)‏ هو لاعب كرة قدم أمريكية أمريكي، ولد في 14 أغسطس 1975 في كانساس سيتي في الولايات المتحدة.

## وصلات خارجية
- جاستن سويفت على موقع مرجع كرة القدم المحترفة.كوم (الإنجليزية)
- جاستن سويفت على موقع JustSportsStats.com (الإنجليزية)
- جاستن سويفت على موقع كلية كرة القدم في سبورتس رفرنس.كوم (الإنجليزية)